# 銅雀大橋
銅雀大橋（韩语：／ Dongjak Daegyo）是一条横跨汉江的桥梁，位于韩国首尔。桥梁两端连接銅雀區和龍山區，于1978年10月开始建造，1984年11月14日通车。大桥全长1,330米。目前，除了各种车辆以外，首爾地鐵4號線也使用此桥，位于二村站和銅雀站之间。